# Bioanalytiker
En bioanalytiker arbejder hovedsageligt på sygehuse, sygehusapoteker, i lægepraksis, forskningslaboratorier og i medicinalindustrien.
Bioanalytikernes hovedopgave er at analysere forskellige typer prøver, som eksempelvis blod, væv, urin etc fra patienter. Der er flere forskellige kliniske specialer, biokemi, mikrobiologi, nuklearmedicin, immunologi, patologi og neurofysiolog, hvor bioanalytikerens arbejdsopgaver kan variere meget inden for. Nogle af specialerne kræver patientkontakt, f.eks måler bioanalytikere også blodtryk samt hjerte- og lungefunktion, eller f.eks tappe bloddonorer. I industrien arbejder bioanalytikere endvidere med forskning og udvikling. Bioanalytikere, der er ansat i lægepraksis, benævnes praksisbioanalytikere.

## Danmark
I Danmark er bioanalytikere samlet i fagforeningen Danske Bioanalytikere, som er medlem af Sundhedskartellet og FH (tidligere medlem af FTF). Endvidere er bioanalytikere underlagt Sundhedsvæsenets Patientklagenævn.

### Uddannelsen
Uddannelsen til bioanalytiker er en mellemlang videregående uddannelse (professionsbachelor), 
der varer 3 ½ år, og udbydes seks steder i Danmark: 
- København (universitetsby)
- Aarhus (universitetsby)
- Odense (universitetsby)
- Esbjerg (universitetsby)
- Næstved
- Kalundborg

Under uddannelsen er de studerende cirka 1 år i praktik i de 6 forskellige specialer på hospitaler rundt om i landet. 
Betegnelsen på engelsk er Bachelor in (Bio)medical Laboratory Technology — i daglig tale (Bio)medical Laboratory Technologist eller (Bio)medical Laboratory Scientist.

### Professionens udvikling
Bioanalytikere hed indtil 1999 hospitalslaboranter. Uddannelsen har sin oprindelse i følgende tre tidligere uddannelser:
- Klinisk-biokemisk hospitalslaborant, som før 1973 hed hospitalslaborant
- Blodtypeserologisk hospitalslaborant, som før 1976 hed blodbanklaborant
- Patolog-anatomisk hospitalslaborant, som før 1975 hed patolog-anatomisk laborant

Disse tre uddannelser blev i 1995 slået sammen til én ny samlet uddannelse under navnet hospitalslaborant.
I 1999 ændrede Undervisningsministeriet — efter ønske fra hospitalslaboranternes fagforening Landssammenslutningen af Hospitalslaboranter — den officielle stillingsbetegnelse fra hospitalslaborant til bioanalytiker.
I 2001 omlagde Undervisningsministeriet hospitalslaborantuddannelsen til den nuværende mellemlange videregående professionsbacheloruddannelse i medicinsk laboratorieteknologi (bioanalytikeruddannelsen).
Gennem Bioanalytikerloven gav Sundhedsstyrelsen i 2002 bioanalytikere ret til at opnå selvstændig autorisation som sundhedspersoner. Betegnelsen bioanalytiker er således en beskyttet titel og må kun anvendes af personer, der har opnået denne autorisation.

### Kernefaglighed og professionsidentitet
Bioanalytikerprofessionen grundlæggende værdier Arkiveret 30. juli 2020 hos  Wayback Machine
- Faglighed
- Ansvarlighed
- Kvalitetsbevidsthed
- Professionalisme
- Fællesskabsfølelse

## Eksterne links, kilder og henvisninger
- Bioanalytikeruddannelsen i Århus Arkiveret 24. august 2009 hos  Wayback Machine
- Bioanalytikeruddannelsen i Næstved Arkiveret 16. juni 2009 hos  Wayback Machine
- Bioanalytikeruddannelsen København
- UddannelsesGuidens information om uddannelsen som bioanalytiker Arkiveret 28. september 2007 hos  Wayback Machine
- UddannelsesGuidens information om arbejdet som bioanalytiker Arkiveret 12. september 2007 hos  Wayback Machine
- Fagforeningen Danske Bioanalytikere Arkiveret 7. august 2007 hos  Wayback Machine
- Undervisningsministeriets bekendtgørelse af 30. marts 2001 om bioanalytikeruddannelsen
- Lov om autorisation af sundhedspersoner af 22. maj 2006, § 60
- Undervisningsministeriets information om udviklingen i bioanalytikeruddannelsen Arkiveret 15. september 2007 hos  Wayback Machine
- Indenrigs- og Sundhedsministeriets information om udviklingen i bioanalytikeruddannelsen
- Kernefaglighed og professionsidentitet Arkiveret 30. juli 2020 hos  Wayback Machine